# ترتیزک جویباری
ترتیزک جویباری (نام علمی: Barbarea) نام یک سرده از تیره شب‌بویان است.